# امید عباسی
امید عباسی مأمور آتش‌نشانی که در سال ۱۳۷۹ به استخدام سازمان آتش‌نشانی تهران درآمده بود و در ایستگاه ۶۸ سازمان آتش‌نشانی مشغول به خدمت بود که ظهر روز سه‌شنبه ۲۵ اردیبهشت ۱۳۹۲ زمانی که برای اطفای حریق در طبقۀ دهم یک ساختمان مسکونی در شهرک باقری مشغول بود، با ریحانهٔ ۹ ساله روبه‌رو شد که قصد داشت از ترسِ آتش، خود را از طبقۀ دهم ساختمان به بیرون پرتاب کند، عباسی، با مشاهدۀ این صحنه، به‌سمت او رفت و پس از قرار دادن ماسک اکسیژنش روی صورت دختربچه، او را برای انتقال به محلی امن به همکارش تحویل داد، ولی خود دچار دودزدگی شدید شد.
آتش‌نشانان، امید عباسی را به بیمارستان منتقل کردند، اما پس از گذشت کمتر از ۲۴ ساعت، او به‌علت مسمومیت، دچار مرگ مغزی شده‌بود و پس از آن اقدامات برای اهدای اعضای بدن وی ــ که خود نیز پیش از آن با ثبت‌‌نام و دریافت کارت اهدای عضو آمادگی‌اش را برای  آن اعلام کرده‌بود ــ آغاز شد. قرار است شورای شهر تهران میدانی را به نام وی ثبت کند و سازمان آتش‌نشانی یک ایستگاه را با نام شهید امید عباسی نامگذاری کرده‌است و همچنین خیابانی در محله شهران که منزل وی در آن قرار دارد و نیز همان ساختمان به نام او نامگذازی شده است.
محمدرضا خلعتبری و مسعود شجاعی، بازیکنان تیم ملی فوتبال ایران، در بازی با تیم لبنان، از سری مسابقات مقدماتی جام جهانی برزیل، پس از گل اول که توسط خلعتبری به ثمر رسید، با نمایش پیراهن تیم ملی با عنوان نوشته‌شدۀ «امید عباسی، قهرمان ملی» از فداکاری‌های عباسی تقدیر کردند.
در کتاب زبان انگلیسی پایهٔ نهم در صفحهٔ ۱۰۵ متنی دربارهٔ او می‌باشد.